# Herzogtum Klein Glogau
Das Herzogtum Klein Glogau (auch Herzogtum Oberglogau) entstand 1425 als Teilherzogtum von Oppeln, das seit 1327 ein Lehen der Krone Böhmen war. Es bestand bis 1460 und wurde danach wieder mit dem Herzogtum Oppeln vereint. Residenzort war die gleichnamige Stadt Klein Glogau (seit 1945 Oberglogau in der Woiwodschaft Opole (Oppeln) in Polen).

## Geschichte

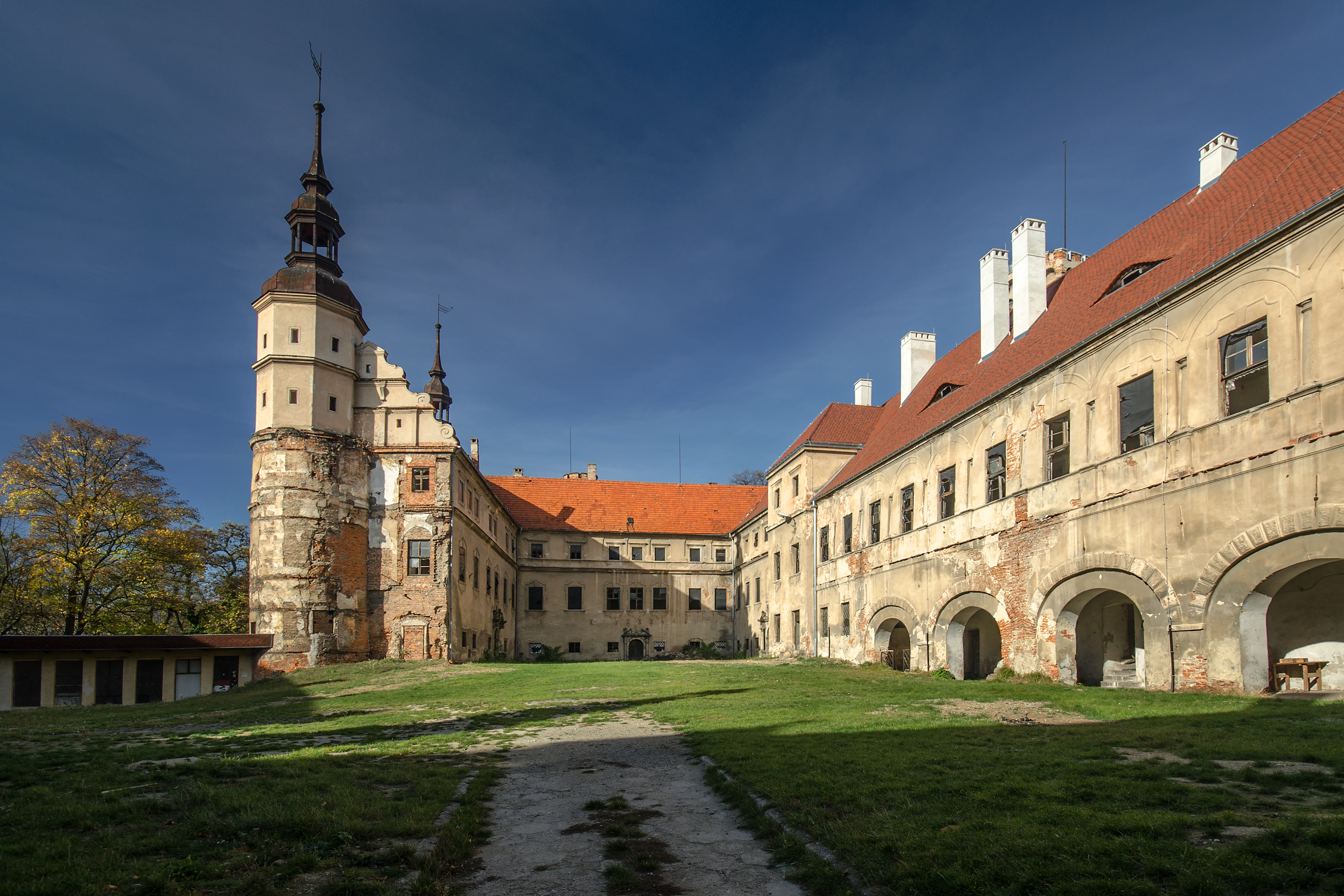
Schloss Oberglogau in Oberglogau

Das Teilherzogtum Klein Glogau wurde 1425 vom Oppelner Herzog Boleslaus IV. für dessen gleichnamigen Sohn Boleslaus V. aus dem Herzogtum Oppeln ausgegliedert. Er titulierte als Herzog von Oppeln und Herr auf Klein Glogau und Prudnik. Nach seinem Tod 1460 wurde das Gebiet wieder mit dem Herzogtum Oppeln vereint, obwohl auch noch die nachfolgenden Herzöge Nikolaus I. und Johann II. sowie dessen jüngerer Bruder Nikolaus II. neben ihrem Herzogstitel die Titulatur Herr von Klein Glogau verwendeten.